# Nesslers reagens
Nesslers reagens är en komplex kvicksilverförening (kvicksilver-(II)jodid) med formeln K2HgI4, uppkallad efter Julius Nessler.
Nesslers reagens används som reagens för att påvisa ammoniak, vilken ger den en rödbrun fällning eller färgning.